# Management-Buy-out
Der Begriff Management-Buy-out (MBO) bezeichnet den Kauf eines Unternehmens durch dessen Management. Sofern die Belegschaft das Unternehmen übernimmt, wird dies als Employee-Buy-out bezeichnet.

## Eigenschaften
Bei einem MBO wird der Prinzipal-Agent-Konflikt aufgelöst, da nach dem Erwerb eine Einheit von Management und Eigentum vorliegt.
Ist das Unternehmen, das erworben wird, wirtschaftlich angeschlagen und wollen die bisherigen Inhaber es nicht mehr finanzieren, spricht man von einem Sanierungs-MBO. 
In der Regel werden MBO nur zu einem kleinen Teil mit dem Privatvermögen der Geschäftsführung finanziert. Der größere Teil der Finanzierung wird durch Finanzinvestoren (das Eigenkapital des Investments) und Banken (das Fremdkapital) gestellt. Erfolgt die Finanzierung sogar im Wesentlichen über Fremdkapital, so kann man von einem Leveraged Management-Buy-out sprechen.

### Vorteile
Der MBO hat sich insbesondere bei Unternehmensnachfolgen bewährt. Beim MBO einer börsennotierten Aktiengesellschaft ist es gängig, die Aktiengesellschaft zu re-privatisieren, in diesem Fall spricht man von einem Privatisierungs-MBO. Dies gibt dem Management die Möglichkeit, das Unternehmen unabhängig von Zwängen des Aktienmarktes zu entwickeln.
Im Fall fehlender Erben bevorzugen Alteigentümer oftmals, ihr Unternehmen an ihnen langjährig bekannte Personen zu übergeben. Das führt dazu, dass die Alteigentümer ihr Unternehmen oft den eigenen Managern zum Kauf anbieten, da sie ihnen sowohl vertrauen als auch deren kaufmännisches Geschick beurteilen können. Ein weiterer Vorteil ist, dass der Verkäufer bei einem MBO im Rahmen der Unternehmensprüfung nicht fremden Kaufinteressenten, zum Beispiel Wettbewerbern, vertrauliche Informationen über das Unternehmen preisgeben muss.
Bei wirtschaftlichen Schieflagen ist es meist so, dass das angestellte Management die Lage des Unternehmens deutlich besser einschätzen kann als externe Investoren oder Sanierer. Daher sind sie in diesen Fällen meist eher bereit, das Unternehmen zu sanieren und anschließend fortzuführen.

### Nachteile
Der Übergang vom Manager zum Eigentümer erfordert eine Anpassung der Mentalität. Nicht alle Manager sind dabei erfolgreich.
Wenn Manager beabsichtigen, das Unternehmen, für das sie tätig sind, zu erwerben, entsteht möglicherweise ein Interessenkonflikt zwischen ihrer Rolle als Manager des Unternehmens einerseits und als potentielle Käufer des gleichen Unternehmens andererseits. Ein potentielles Risiko ist dabei der Informationsvorsprung des Managements, der dazu führen kann, dass die Verkäufer durch das Management übervorteilt werden. Das Management könnte auch die Zukunftsperspektive des Unternehmens herunterspielen oder vorsätzlich sabotieren, um zu einem günstigen Preis zu kaufen.